# Guy Lafleur
Guy Damien Lafleur (Thurso, 20 de setembro de 1951 – Montreal, 22 de abril de 2022) foi um canadense profissional em hóquei no gelo aposentado. Entre 1971 e 1984, jogou na National Hockey League pelo Montreal Canadiens, sendo pentacampeão da Copa Stanley e se tornando o primeiro atleta a fazer 50 gols e 100 pontos em 6 temporadas consecutivas. Seu desempenho valeu inclusão no Hockey Hall of Fame, a aposentadoria de sua camisa 10 pelos Canadiens, e uma estátua sua na porta da atual arena da equipe, o Bell Centre. Após quatro anos aposentado, jogou mais três temporadas entre 1988 e 1991, duas pelo New York Rangers e uma pelo Quebec Nordiques.

## Morte
Sua morte foi anunciada no dia 22 de abril de 2022, aos 70 anos.